# Ентелехия
Ентелехия (на старогръцки: ἐντελέχεια) е философско понятие, обозначаващо състоянието на нещо, което е било реализирано или което е постигнало своето предназначение.
Терминът е създаден от Аристотел – на основата на думите ἐντελής („завършен“) и ἔχω („притежавам“) – и играе важна роля в неговата философия като крайна степен на потенциалността и актуалността. Ентелехията е подложена на множество различни интерпретации през следващите столетия, често в контекста на живите същества, за които според Аристотел първа ентелехия е душата.